# 奥来鲁单抗
奥来鲁单抗（INN：oleclumab；开发代号：MEDI9447）是一种抗CD73人单克隆抗体，旨在治疗胰腺癌、结直肠癌和其他癌症。
该药物由MedImmune/阿斯利康开发。